# Montignac (Hautes-Pyrénées)
Montignac (okzitanisch Montinhac) ist eine französische Gemeinde mit 136 Einwohnern (Stand 1. Januar 2022) im Département Hautes-Pyrénées in der Region Okzitanien (vor 2016 Midi-Pyrénées). Sie gehört zum Arrondissement Tarbes und zum Kanton Moyen-Adour. Die Bewohner nennen sich Montignacois.

## Geografie
Montignac liegt etwa zehn Kilometer südöstlich von Tarbes in der historischen Provinz Bigorre im Vorland der Pyrenäen. Umgeben wird Montignac von den Nachbargemeinden Angos im Norden, Mascaras im Osten und Nordosten, Fréchou-Fréchet im Osten und Südosten, Barbazan-Dessus im Süden sowie Allier im Westen.

## Bevölkerungsentwicklung
| Jahr                       | 1962 | 1968 | 1975 | 1982 | 1990 | 1999 | 2006 | 2011 | 2020 |
| Einwohner                  | 84   | 73   | 58   | 89   | 112  | 113  | 102  | 116  | 141  |
| Quellen: Cassini und INSEE |      |      |      |      |      |      |      |      |      |

## Sehenswürdigkeiten

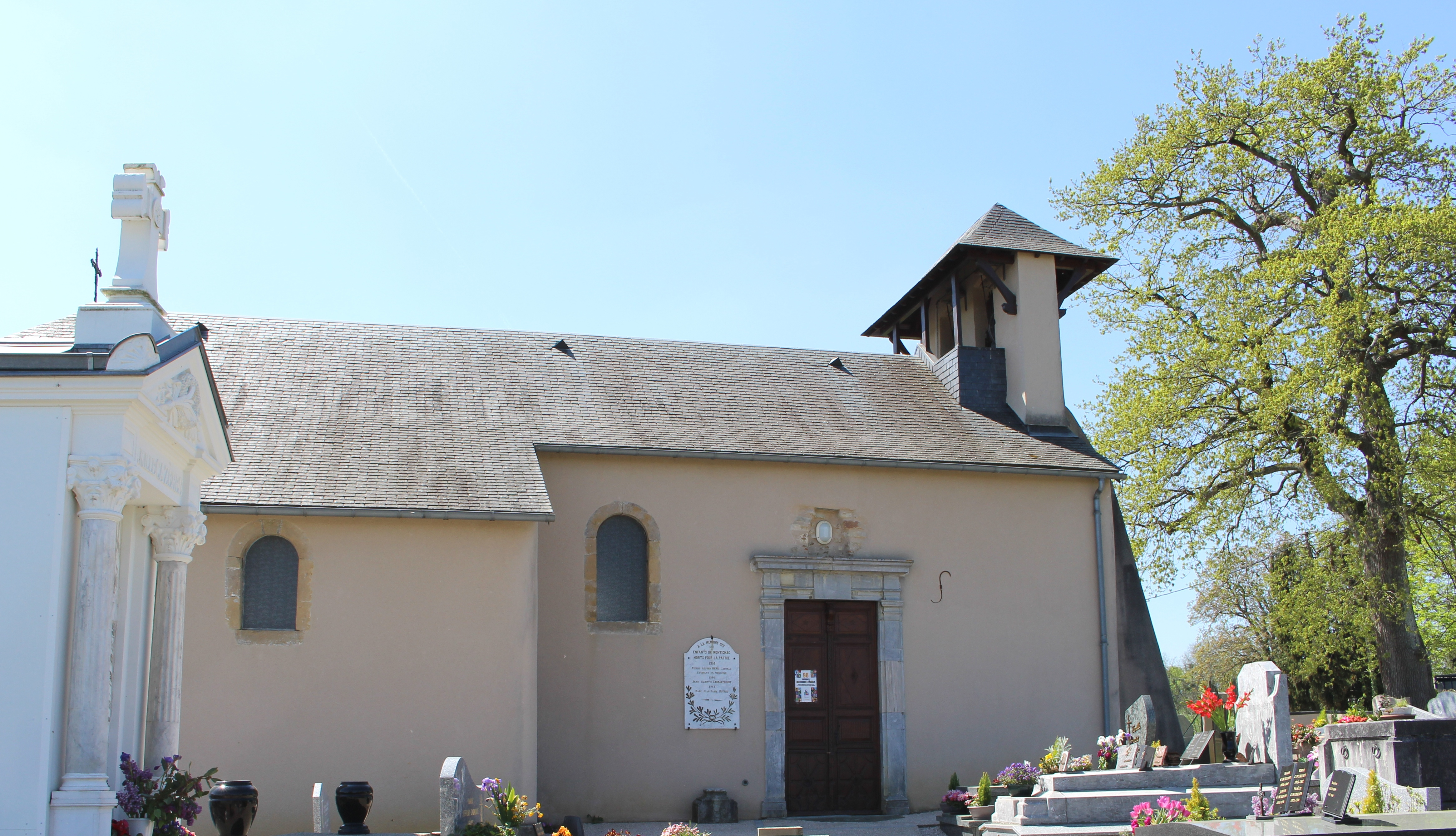
Kirche Notre-Dame-de-l’Assomption

- Kirche Notre-Dame-de-l’Assomption